# Contre-la-montre masculin de cyclisme sur piste aux Jeux olympiques de 1896
Le contre-la-montre masculin de cyclisme sur route, épreuve de cyclisme des Jeux olympiques de 1896, a lieu le 11 avril 1896 sur le Vélodrome Neo Phaliron (en) du Pirée (à l'emplacement actuel du Stade Karaïskakis). La course se déroule sur une distance de 333,33 mètres, soit le tiers d'un kilomètre.
La course est remportée par le coureur français Paul Masson en 24 s 0 devant les sept autres coureurs. Le grec Stamátios Nikolópoulos et l'autrichien Adolf Schmal prennent la deuxième place à l'arrivée avec le même temps (26 s 0). Une seconde course pour les départager a lieu juste après et à l'issue de celle-ci, le grec remporte l'argent et l'autrichien le bronze avec 12 centièmes de seconde d'écart.

## Nations participantes

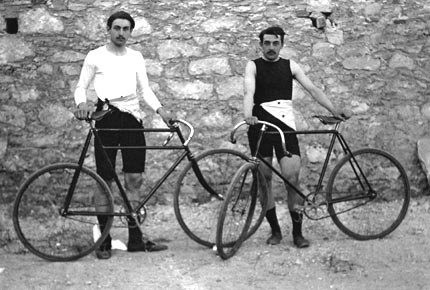
Les français Paul Masson et Léon Flameng aux épreuves de cyclisme.

Cinq nations sont représentées pour l'épreuve sur les six qui sont présentes pour les épreuves de cyclisme (seul la délégation des États-Unis n'est pas présente pour le contre-la-montre). Deux coureurs sont français, deux autres sont anglais, deux autres allemands tandis que la Grèce et l'Autriche sont représentés par un seul coureur.

## Résultats

### Course
Résultats :
| Rang | Coureur                | Pays            | Temps  |
| ---- | ---------------------- | --------------- | ------ |
| 1    | Paul Masson            | France          | 24 s 0 |
| 2    | Stamátios Nikolópoulos | Grèce           | 26 s 0 |
| 2    | Adolf Schmal           | Autriche        | 26 s 0 |
| 4    | Edward Battell         | Grande-Bretagne | 26 s 2 |
| 5    | Frank Keeping          | Grande-Bretagne | 27 s 0 |
| 5    | Theodor Leupold        | Allemagne       | 27 s 0 |
| 5    | Léon Flameng           | France          | 27 s 0 |
| 8    | Joseph Rosemeyer       | Allemagne       | 27 s 3 |

### Course pour la médaille d'argent
| Rang | Coureur                | Pays     | Temps  |
| ---- | ---------------------- | -------- | ------ |
| 2    | Stamátios Nikolópoulos | Grèce    | 26 s 0 |
| 3    | Adolf Schmal           | Autriche | 26 s 0 |

## Postérité
L'épreuve du contre-la-montre est la troisième épreuve de cyclisme sur piste remportée par le français Paul Masson. Ce record sera battu une seule fois dans l'histoire des Jeux olympiques par l'américain Marcus Hurley qui décroche quatre médailles d'or en cyclisme sur piste pour l'édition des Jeux olympiques de 1904. Trois autres pistards égaleront l'ancien record de médailles de Masson : Robert Charpentier aux Jeux olympiques de 1936, le britannique Chris Hoy aux Jeux de 2008 à Pékin et Jason Kenny pour l'édition sud-américaine de 2016.